# Cyanopepla arrogans
Cyanopepla arrogans är en fjärilsart som beskrevs av Walker 1854. Cyanopepla arrogans ingår i släktet Cyanopepla och familjen björnspinnare. Inga underarter finns listade i Catalogue of Life.